# 第二次保北战役
第二次保北战役，是第二次国共内战期间，中国人民解放军与中华民国国军之间的一起战役，发生于1948年7月15日至20日。中国人民解放军意图通过运动战切断平汉线北段的国军力量，但通过双方调兵，中国人民解放军主动退出战场，国军成功控制保定以北地区。
1948年，中国人民解放军为切断国军控制的平汉线北段，决定由华北野战军之第1、2、6、7纵队等，发起保北战役，战役由杨成武统一指挥。7月15日，解放军第2纵队和第6纵队分别攻占了涞水、定兴，第7纵队攻占新城。第6纵队攻占定兴时，第2纵队即控制了高碑店西北地区，保障第7纵队继续攻占固城等地，国军暂编31师、守护第8团各一部因不敌被击溃。而第2纵队又星夜南下包围徐水，于7月20日攻占该城。而此时，国军遣冀东的暂3军、第94军、第95师和骑4师等调向平汉线。而保定的暂32师也开始北援。解放军准备在运动战中围攻国军32师，但32师在保北漕河后立即南返，加之正值雨大河水上涨，解放军见战机已失，遂主动撤离战场。